# Frontiers in Ecology and the Environment
Frontiers in Ecology and the Environment (рус. Границы экологии и окружающей среды) — обзорный научный журнал, который публикуется Экологическим обществом Америки (ESA). Журнал выходит в свет 10 раз в год, содержит обзорные статьи, аналитические обзоры по всем аспектам экологии, окружающей среды и связанных дисциплин, а также краткие с высоким коэффициентом влияния исследовательские статьи по широкому полю междисциплинарных вопросов. Дополнительно публикуются реплики редакторов, важные новости (местные и международные), раздел писем, объявления о работе и специальные колонки.

## Цели и поле интересов
Frontiers in Ecology and the Environment содействует членам ESA. Международный по интересам и междисциплинарный по подходам, Frontiers фокусируется на экологических проблемах и вызовах окружающей среды.
Frontiers нацелен на профессиональных экологов и учёных, работающих в связанных отраслях.
Frontiers охватывает все аспекты экологии, окружающей среды и связанные темы, сосредотачиваясь на глобальных проблемах, широких весомых исследованиях, междисциплинарных или межгосударственных вопросах, новых технологиях и технических открытиях, новых подходах к старым проблемам, а также практических воплощениях достижений экологической науки.
Журнал рассылается всем членам ESA, а также доступен по подписке для нечленов и установленного круга библиотек.

## Реферирование и индексирование
Frontiers in Ecology and the Environment охватывается Current Contents Agriculture, Biology, and Environmental Sciences, Science Citation Index, ISI Alerting Services, Cambridge Scientific Abstracts, Biobase, Geobase, Scopus, CAB Abstracts, и EBSCO Environmental Issues and Policy Index
.
Согласно заключению Journal Citation Reports, в 2012 журнал имел импакт-фактор 7.615, занимая 3-е место среди 210 журналов в категории «Environmental Sciences» и 6-е место среди 136 журналов в категории «Ecology».